# Margareta de Heer
Margareta Arjensdochter, meestal Margareta de Heer, (Leeuwarden, ca. 1600 – aldaar, ca. 1658) was een 17e-eeuwse Friese schilderes van genrestukken en studies van insecten.
Margaretha was een dochter van glasschilder Arjen Willems en Elisabeth Gerrits. Zij groeide op in een Leeuwarder kunstenaarsfamilie. Een van haar ooms was Gysbert Japicx, haar neefje Willem de Heer was muziekmeester en een andere neef was glasschrijver. Haar broer Gerrit zou later graveur en tekenaar worden. Het gezin verhuisde in 1611 binnen Leeuwarden van de Berlikumermarkt naar de hoek van de Herestraat en de Oude Oosterstraat. 
Op 21 september 1628 huwde zij de schilder Andries Pietersz. Nijhof. Kort na het huwelijk vertrokken de echtelieden naar de stad Groningen. Zij kregen er een zoon en een dochter. Margaretha werkte daar mogelijk in opdracht van de botanicus Henricus Munting (1583-1658). Rond 1646 keerde het gezin terug naar Leeuwarden en kocht in 1650 een huis in de Bagijnestraat.

## Over haar werk

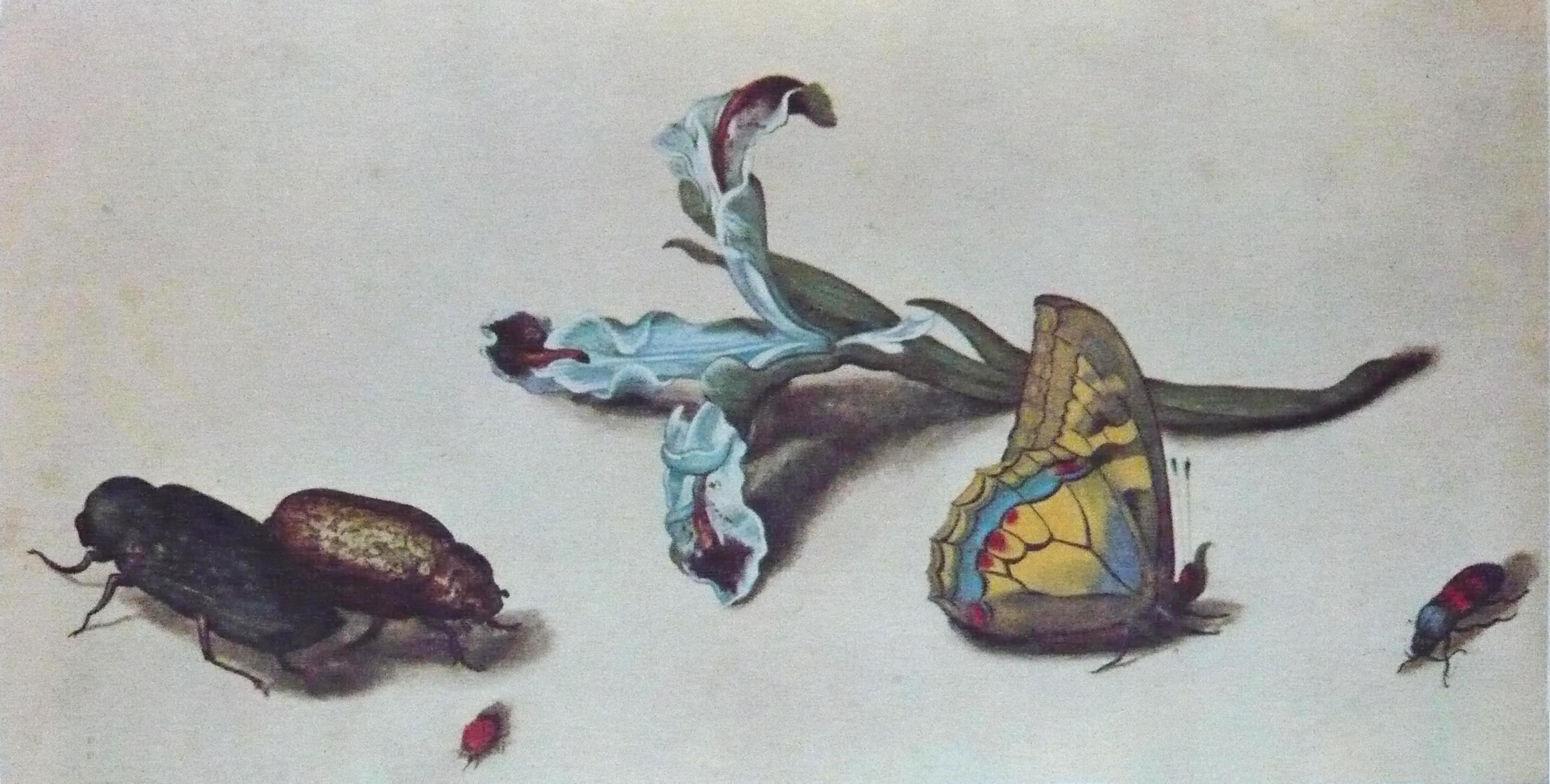
Iris met vier kevers en een vlinder, waterverf en gouache op perkament, ca. 1650, Fries Museum, Leeuwarden

Margareta de Heer schilderde naast genrestukken, historiestukken, mythologische en Bijbelse onderwerpen vooral stillevens. Hierop staan vogels, bloemen, schelpen en insecten afgebeeld. Andere onderwerpen waren boerenlandschappen met bijvoorbeeld pluimvee op de voorgrond. In de jaren vijftig van de 17de eeuw schilderde zij uiteenlopende tulpensoorten uit die tijd. De door haar geschilderde onderwerpen bracht ze tot in groot detail in gouacheverf aan op paneel of perkament. Daarnaast gebruikte zij olieverf en waterverf. 
In 2002 waren op een overzichtstentoonstelling in het Fries Museum zo'n veertig werken van haar te zien. Deze werken waren aangevuld met pentekeningen van haar broer Gerrit en schilderijen van neef Willem.
Werk van haar wordt in Friesland bewaard door het Fries Museum, de Stedelijke Kunstverzameling van Leeuwarden en het Lycklamahuis in Beetsterzwaag. Ook het Amsterdam Museum en het Groninger Museum bezitten werk van haar.